# Клен (река)
Клен (фр. Clain) је река у Француској. Дуга је 144 km. Улива се у Vienne (река). 